# Marcelo Richotti
Marcelo Lorenzo Richotti (Bahía Blanca, 29 de julio de 1963) es un exbaloncestista y entrenador argentino que se desempeñó en diversos clubes de Argentina. Su posición era base. Su hijo es el también baloncestista Nicolás Richotti.

## Carrera
Su primer club fue el Club Atlético Pacífico, de la ciudad de Bahía Blanca, equipo del barrio del cual Richotti es oriundo. Debutó en la Liga Nacional de Básquet en su primera realización, en 1985, con 21 años ante Atenas de Córdoba. En este equipo Richotti alcanzó el cuarto puesto de la LNB en la temporada de 1987. El año siguiente fue el mejor asistenciador de la liga y así logró ser convocado para la selección argentina de basquetbol. El club bahiense, en el cual Richotti había disputado 118 partidos, decidió abandonar la máxima categoría del basquetbol argentino debido a problemas económicos por lo que Marcelo firmó con Independiente de Neuquén, equipo en el cual se mantuvo por dos temporadas jugando 70 partidos.
Tras su paso por el equipo patagónico, volvió a jugar en un equipo de su ciudad: Estudiantes de Bahía Blanca siendo compañero de Hernán Montenegro y Juan Espil y perdiendo en las semifinales de la temporada 1991-92 ante G.E.P.U. de San Luis, equipo ya desaparecido. En este club jugó 48 partidos. La temporada siguiente es contratado por Peñarol de Mar del Plata, finaliza nuevamente como máximo asistidor de la LNB en la temporada 1992-93 y en la 1993-94 se consagra campeón con el equipo marplatense.
Disputó en total 4 temporadas y 187 juegos en el club hasta mudarse a Comodoro Rivadavia, al club Gimnasia y Esgrima donde también jugó por 4 años y 189 partidos. En el año 2000 Fernando Duró, el entrenador de Gimnasia por ese entonces, decidió contratar a Leonardo Diebold y promover al juvenil Eloy Martín, bases del equipo que relegarían a Marcelo Richotti de la plantilla del equipo. Ante esto la dirección del club decide que Marcelo forme parte del plantel que jugaría en la Liga Sudamericana de Clubes 2001.
Se retiró del básquetbol tras la derrota sufrida por su equipo, Gimnasia y Esgrima (Comodoro Rivadavia) en la final de la Liga Sudamericana de Clubes ante Estudiantes de Olavarría en el año 2001, fue un jugador histórico de la Liga Nacional, ya que participó en las 16 primeras ediciones, en las que pasó por cinco clubes y logró un título con Peñarol de Mar del Plata.

### Selección nacional
En 1982 integró el seleccionado juvenil que jugó el Sudamericano y el Panamericano, y un año después el Mundial de la categoría.
Richotti se desempeñó junto a la Selección argentina de baloncesto debutó en los Juegos Panamericanos de 1987 y más tarde formó parte del equipo que participó en el Preolímpico de 1988 disputado en Uruguay, el Premundial de 1989 y el Mundial de 1990.

## Trayectoria

### Como jugador
| Temporada | Equipo                                  | País      | Liga |
| 1985      | Club Atlético Pacífico                  | Argentina | LNB  |
| 1986      | Club Atlético Pacífico                  | Argentina | LNB  |
| 1987      | Club Atlético Pacífico                  | Argentina | LNB  |
| 1988      | Club Atlético Pacífico                  | Argentina | LNB  |
| 1989      | Club Atlético Pacífico                  | Argentina | LNB  |
| 1990      | Independiente de Neuquén                | Argentina | LNB  |
| 1990-91   | Independiente de Neuquén                | Argentina | LNB  |
| 1991-92   | Estudiantes de Bahía Blanca             | Argentina | LNB  |
| 1992-93   | Peñarol de Mar del Plata                | Argentina | LNB  |
| 1993-94   | Peñarol de Mar del Plata                | Argentina | LNB  |
| 1994-95   | Peñarol de Mar del Plata                | Argentina | LNB  |
| 1995-96   | Peñarol de Mar del Plata                | Argentina | LNB  |
| 1996-97   | Gimnasia y Esgrima (Comodoro Rivadavia) | Argentina | LNB  |
| 1997-98   | Gimnasia y Esgrima (Comodoro Rivadavia) | Argentina | LNB  |
| 1998-99   | Gimnasia y Esgrima (Comodoro Rivadavia) | Argentina | LNB  |
| 1999-00   | Gimnasia y Esgrima (Comodoro Rivadavia) | Argentina | LNB  |

### Como entrenador
| Temporada | Equipo                                  | País      | Liga |
| 2001-02   | Gimnasia y Esgrima (Comodoro Rivadavia) | Argentina | LNB  |
| 2003      | Peñarol de Mar del Plata                | Argentina | LNB  |
| 2003      | Leñadores de Durango                    | México    | LNBP |
| 2004      | Algodoneros de la Comarca               | México    | LNBP |
| 2004      | Regatas de San Nicolás                  | Argentina | LNB  |
| 2005-06   | Estudiantes de Bahía Blanca             | Argentina | LNB  |
| 2005-06   | Quimsa                                  | Argentina | TNA  |
| 2006-07   | Quimsa                                  | Argentina | LNB  |
| 2007-08   | Quimsa                                  | Argentina | LNB  |
| 2007-08   | Asociación Española de Charata          | Argentina | TNA  |
| 2008-09   | Estudiantes de Bahía Blanca             | Argentina | LNB  |
| 2009-10   | Estudiantes de Bahía Blanca             | Argentina | LNB  |
| 2011      | Quimsa                                  | Argentina | LNB  |
| 2011      | Olímpico                                | Argentina | LNB  |
| 2011-12   | Gimnasia y Esgrima (Comodoro Rivadavia) | Argentina | LNB  |
| 2012-13   | Gimnasia y Esgrima (Comodoro Rivadavia) | Argentina | LNB  |
| 2012-13   | Unión de Sunchales                      | Argentina | TNA  |
| 2015-16   | Argentino de Junín                      | Argentina | LNB  |
| 2016-17   | Peñarol de Mar del Plata                | Argentina | LNB  |
| 2017-18   | Hispano Americano                       | Argentina | LNB  |

## Palmarés

### Como jugador

#### Campeonato Nacionales
| Título                   | Club                     | País      | Año     |
| ------------------------ | ------------------------ | --------- | ------- |
| Liga Nacional de Básquet | Peñarol de Mar del Plata | Argentina | 1993-94 |

#### Consideraciones personales[13]
- 5º puesto en la tabla histórica de asistencias de la LNB. (2019 asistencias en 651 partidos).
- 23º puesto en la tabla histórica de partidos jugados de la LNB. (651 partidos en 16 temporadas).
- 18º puesto en la tabla histórica de anotadores de la LNB. (8.992 puntos en 16 temporadas, 651 partidos).
- Máximo asistenciador LNB. - Pacífico: 1988. (237 asistencias en 34 partidos, promedio de 7 app).
- Máximo asistenciador LNB. - Peñarol (Mar del Plata): 1992-1993. (329 asistencias en 51 partidos, promedio de 6,5 app).
- Mayor cantidad de robos LNB. - Pacífico: 1988. (110 asistencias en 34 partidos, promedio de 3,2 rpp).
- Juego de las Estrellas de la LNB: 1997, 1998, 1999, 2000.

### Como entrenador

#### Consideraciones personales
- Mejor entrenador TNA - Asociación Atlética Quimsa: 2005-06.[14]

## Participaciones en Campeonatos Mundiales
- Argentina 1990 - Posición final: 8º.